# 시드니시

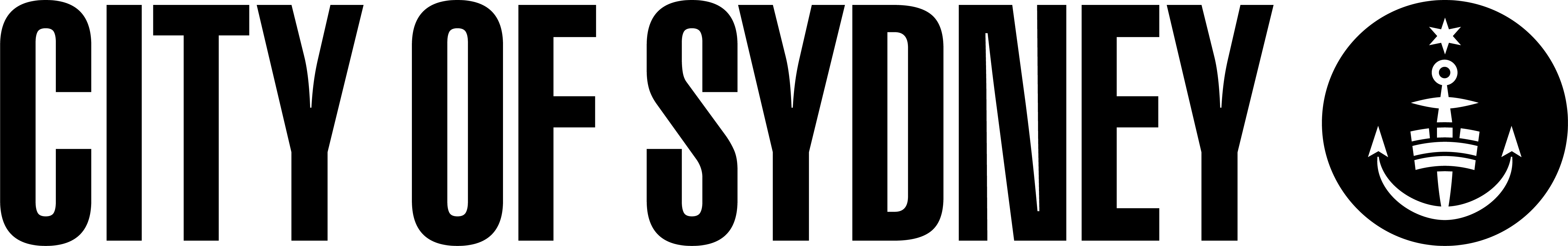

시드니시(City of Sydney, 시티 오브 시드니)는 오스트레일리아 뉴사우스웨일스주 시드니의 대도시 지역인 시드니 중심 상업 지구와 주변 도심 교외 지역을 포괄하는 지방 정부 지역이다. 1842년 의회법에 의해 설립된 시드니 시는 뉴 사우스 웨일즈에서 가장 오래되고 가장 오래 살아남은 지방 정부 기관이며, 호주에서는 두 번째로 오래된 지방 정부 기관으로, 애들레이드시만 2년 더 오래되었다.
역사적, 지리적, 경제적, 사회적으로 탁월한 위치를 차지하고 있는 시드니시는 오랫동안 정치적 관심과 음모(intrigue)의 원천이 되어 왔다. 그 결과, 위원회의 경계, 헌법 및 법적 근거는 역사 전반에 걸쳐 여러 번 변경되었으며, 종종 뉴사우스웨일즈주 집권당에 맞게 변경되었다. 시드니시는 현재 1988년 시드니시법(City of Sydney Act, 1988)에 따라 관리되고 있으며, 이 법은 의회 지역의 권한, 선거 방법, 헌법 및 경계를 정의하고 제한한다. 2004년 2월 6일, 이전에 시드니 시의 일부였던 지역(알렉산드리아, 달링턴, 어스킨빌, 뉴타운 및 레드펀 포함)에서 1989년에 창설된 사우스 시드니 시의 이전 지방 정부 지역이 공식적으로 합병되었다. 시드니시와 현재의 도시 경계는 이 합병 이후부터 시작된다.
현재 2004년 3월 27일부터 클로버 무어(Clover Moore)가 시장으로 재임하고 있으며, 1988년부터 2012년까지 시드니와 블라이(Bligh)의 국회의원을 동시에 역임했다.